# Écurey-en-Verdunois
 Écurey-en-Verdunois  es una población y comuna francesa, en la región de Lorena, departamento de Mosa, en el distrito de Verdún y cantón de Damvillers.

## Demografía
| 247 | 240 | 200 | 161 | 156 | 151 |
| Para los censos de 1962 a 1999 la población legal corresponde a la población sin duplicidades (Fuente: INSEE [Consultar]) |     |     |     |     |     |